# 혁명좌파운동 (칠레)
혁명좌파운동(스페인어: Movimiento de Izquierda Revolucionaria; MIR)은 칠레의 마르크스-레닌주의 정당이다. 1965년 10월 12일 창당되었으며, 1973년 칠레 쿠데타 이후로는 도시유격대화되었다. 1973년 쿠데타 직전에 대중조직으로서 세가 가장 컸으며, 당시 당원과 협력자 수가 10,000 여명을 헤아렸다.

## 같이 보기
- 마누엘 로드리게스 애국전선